# Sarah True
Sarah True anteriormente Sarah Groff (Hanover (Nova Hampshire), 27 de novembro de 1981) é uma triatleta profissional estadunidense. 

## Carreira

### Londres 2012
True terminou na quarta posição, havia sido a melhor posição norte-americana no triatlo olímpico, até a vitória de Gwen Jorgensen, em 2016.

### Rio 2016
Sarah True disputou os Jogos do Rio 2016, ela completou apenas a natação e abandonou a prova no percurso do ciclismo. 